# Юг (фильм, 2004)
«Юг» (нидерл. Het Zuiden) — художественный фильм.

## Сюжет
История о матери-одиночке, нелегально приехавшей в Нидерланды на работу. Она знакомится с Мартой, которая является успешным руководителем прачечной, но в её личной жизни она борется за свою самооценку, так как перенесла ампутацию одной груди. Но, один из её сотрудников, узнает об этом во время прелюдии к сексу, и чтобы скрыть тайну, она заключает его в тюрьму в прачечной завода. Пока Ло медленно умирает в заключении, Марта теряет контакт с реальностью и начинает, воображая, создавать семью с ним…

## В ролях
| Актёр              | Роль   |
| ------------------ | ------ |
| Моник Хендрикс     | Мартье |
| Франк Ламмерс      | Лой    |
| Ина Гертс          | Дорин  |
| Арнольд Виллемс    | Гюс    |
| Оксана Акиньшина   | Зоя    |
| Ольга Лузгина      | Галина |
| Барт Клевер        |        |
| Крис Комвалиус     |        |
| Каталейн Виллемсен |        |
| Влатка Симак       |        |
| Эльван Акильдиз    |        |
| Назмие Орал        |        |
| Нана Таказа        |        |